# Mausschläfer (Gattung)
Mausschläfer (Myomimus) sind eine Säugetiergattung in der Familie Bilche mit 3 Arten.
Im Gegensatz zu anderen Bilchen, die einen buschigen Schwanz besitzen, ist der Schwanz dieser Arten nur spärlich behaart, womit sie Mäusen ähneln.
Über die Lebensweise der Mausschläfer ist nur sehr wenig bekannt. Exemplare wurden in so unterschiedlichen Habitaten wie Wäldern, Savannen, Buschland, Ackerland und felsigen Gebirgen gefunden. Auch die Nahrung variiert zwischen tierischen und pflanzlichen Stoffen.
Die Arten sind:
- Dünnschwanz-Mausschläfer (Myomimus personatus), lebt in Gebirgen des nordöstlichen Iran, Süd-Kasachstan und westlichen Afghanistan.
- Mausschläfer (Myomimus roachi), bewohnt die südöstliche Balkanhalbinsel und die nordwestliche Türkei.
- Persischer Mausschläfer (Myomimus setzeri), kommt in Gebirgen der östlichen Türkei, Süd-Armenien und des nordwestlichen Iran vor.

Von M. personatus und M. setzeri wurden bisher nur jeweils etwas über 10 Exemplare gefunden und deshalb werden die Arten von der IUCN mit keine ausreichenden Daten (Data Deficient) gelistet. Auch der Mausschläfer ist selten, so wurden in den letzten 5 Jahren keine Individuen gesichtet. Die Art wird als gefährdet (Vulnerable) geführt.
Genetische Untersuchungen deuten an, dass die Mausschläfer die Schwestergruppe einer Klade aus Baumschläfer (Dryomys) und Gartenschläfer (Eliomys) darstellen.

## Belege
1. ↑  Mary Ellen Holden-Musser, R. Juškaitis, G.M. Musser: Genus Myomimus. In: Don E. Wilson, T.E. Lacher, Jr., Russell A. Mittermeier (Hrsg.): Handbook of the Mammals of the World: Lagomorphs and Rodents 1. (HMW, Band 6) Lynx Edicions, Barcelona 2016, S. 881–883, ISBN 978-84-941892-3-4.